# Shuteria suffulta
Shuteria suffulta är en ärtväxtart som beskrevs av George Bentham. Shuteria suffulta ingår i släktet Shuteria och familjen ärtväxter. Inga underarter finns listade i Catalogue of Life.